# José Delitala y Castelví
José Delitala y Castelví o Castellví (Cáller, también llamada Cagliari, Cerdeña, 10 de noviembre de 1627 - Cagliari, 1703), virrey de Cerdeña y poeta español.

## Biografía
Era el menor de los tres hijos que tuvieron Angelo di Girolamo Delitala y Maria Amat y Castelví, de la noble familia de los condes (marqueses desde 1605) Laconi. Su padre fue nombrado caballero de la Orden de Santiago como recompensa por haber combatido en el ejército español con gran honor, sufriendo numerosas lesiones en batalla.
Tras sus estudios en su ciudad natal, a la edad de quince años marchó a España, donde completó su formación. Entonces comenzó una carrera militar en la que alcanzó el grado de coronel. Nombrado caballero de la Orden de Calatrava y Caballerizo de Su Majestad y Pregonero mayor en el Reino de Cerdeña, en 1672 Carlos II de España lo hizo gobernador de los cabos de Cáller y Gallura y en 1686 ejerció las funciones de virrey interino del Reino de Cerdeña en el período anterior el gobierno del Duque de Monteleone, después de la muerte del Conde de Fuensalida, Antonio de Velasco y Ayala. 
Reunió sus poemas en Cima del monte Parnaso español con las tres musas castellanas Caliope, Urania y Euterpe, fecundas en sus asuntos, por las varias poesías... (Caller: Onofrio Martín, 1672). La obra está dedicada a Carlos II y es muy amplia. Los autores de los preliminares, entre ellos el hijo del autor, dos canónigos y dos jesuitas, comparan al autor con Francisco de Quevedo y afirman que sus tres musas se añaden a las seis que ya escribió el famoso satírico. Y es cierto que algún influjo de este se advierte en la variedad de los temas y en el estilo empleado; pero también es sensible la huella de Garcilaso de la Vega y los clásicos grecolatinos. 
Hay en la colección sonetos a héroes, dedicatorias, temas literarios y morales, canciones y romances religiosos, un epilio en cien octavas reales sobre la vida de San Jerónimo ("Poema épico y sagrado a la vida de san Jerónimo"), un epitalamio al matrimonio del príncipe de Pomblín y María de Alagón y Pimentel, hija de los marqueses de Villasor, versos de circunstancias, un poema donde se testimonia que fue secretario de una academia literaria (probablemente en la casa en Cáller del marqués de Villasor, pues sabemos que se representaban comedias en él por parte de diversos nobles y el actor Luis de Medina, y el mismo José Delitala escribió una loa para una que se representó el 6-XI-1666, loa que fue publicada), 51 sonetos de tema amoroso, algunos mitológicos; catorce, a juicio de Homero Serís, "bellísimas canciones", tres madrigales, una silva, cincuenta sonetos fúnebres y de epitafios a grandes personajes, églogas, décimas y otras muchas composiciones. No se olvidó de su tierra natal, a la que consagró el poema "Montaňas de Cerdeña".
No es un autor desdeñable, pero ha sido olvidado a causa del retiro en que vivió durante la mayor parte de su vida y la extremada rareza del único libro en que se conserva su obra poética.

## Obras
- Cima del monte Parnaso español con las tres musas castellanas Caliope, Urania y Euterpe, fecundas en sus asuntos, por las varias poesías... (Caller: Onofrio Martín, 1672)
- Loa... (Cáller, 1666)